# Wentworth Beaumont (2. wicehrabia Allendale)
Wentworth Henry Canning Beaumont (ur. 6 sierpnia 1890, zm. 16 grudnia 1956) – brytyjski arystokrata, najstarszy syn Wentwortha Beaumonta, 1. wicehrabiego Allendale i lady Alexandriny Vane-Tempest, córki 5. markiza Londonderry. Wykształcenie odebrał w Eton College i w Trinity College na Uniwersytecie Cambridge. Tę ostatnią uczelnię ukończył w 1912 r. z tytułem bakałarza sztuk pięknych.
Walczył podczas I wojny światowej w regimencie ciężkich karabinów maszynowych Gwardii. Za postawę na polu walki otrzymał w 1915 r. awans na stopień kapitana. Po wojnie, 20 lipca 1921 w St Martin-in-the-Fields w Londynie, poślubił Violet Lucy Emily Seely (1892-1979), córkę sir Charlesa Seely’ego, 2. baroneta i Hildy Grant, córkę Richarda Granta. Wentworth i Violet mieli razem pięciu synów i córkę:
- Wentworth Hubert Charles Beaumont (1922–2002), 3. wicehrabia Allendale, adiutant ostatniego wicekróla Indii, ożenił się z Sarah Ismay, miał dzieci
- Ela Hilda Aline Beaumont (1925–2002), żona Charlesa Howarda, 12. hrabiego Carlisle, miała dzieci
- Richard Blackett Beaumont (ur. 1926), ożenił się z Lavinią Keppel, nie ma dzieci
- Edward Nicholas Canning Beaumont (1929), ożenił się z Jane Wallace, ma dzieci
- Matthew Henry Canning Beaumont (1933), ożenił się z Alice Hamilton i Belindą Cuthbert, ma dzieci z pierwszego małżeństwa
- George Andrew Beaumont (1938–1960)

Po śmierci ojca w 1923 r. odziedziczył tytuł wicehrabiego Allendale i zasiadł w Izbie Lordów. W 1943 r. został odznaczony Krzyżem Komandorskim Orderu Imperium Brytyjskiego, w 1948 r. otrzymał Krzyż Kawalerski Orderu Łaźni. W 1951 r. został kawalerem Orderu Podwiązki. Był ponadto lordem namiestnikiem Northumberland (1949–1956) oraz Sędzią Pokoju. W 1951 r. otrzymał tytuł honorowego doktora prawa cywilnego Uniwersytetu Durham.